# Recuperação post mortem de espermatozoides
Recuperação post mortem de espermatozoides (PSR) é um procedimento em que os espermatozoides são coletados dos testículos de um cadáver humano após a Morte encefálica. Tem havido debate significativo sobre a ética e a legalidade do procedimento, bem como sobre os Direitos legais da criança e do progenitor sobrevivente caso os gâmetas sejam usados para impregnação.

## Casos

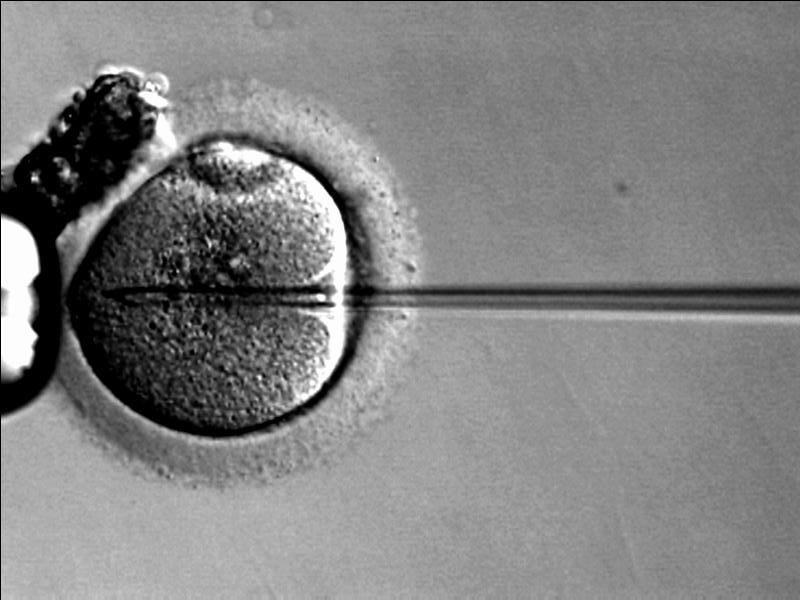
Injeção intracitoplasmática de espermatozoides, o método mais comum de fertilização usando espermatozoides extraídos postumamente.

O primeiro relato de recuperação bem-sucedida de espermatozoides de um cadáver ocorreu em 1980, em um caso que envolveu um homem de 30 anos que entrou em morte cerebral após um acidente de trânsito e cuja família solicitou a preservação do esperma. A primeira concepção bem-sucedida usando espermatozoides recuperados postumamente foi relatada em 1998, resultando em um nascimento no ano seguinte. Desde 1980, vários pedidos para o procedimento foram feitos, com cerca de um terço aprovados e realizados. Os gâmetas têm sido extraídos por diversos meios, incluindo remoção do epidídimo, irrigação ou aspiração do ducto deferente e Eletroejaculação por sonda retal. Como o procedimento é raramente realizado, os estudos sobre a eficácia dos vários métodos foram de escopo bastante limitado.
Embora a literatura médica recomende que a extração ocorra no máximo 24 horas após a morte, espermatozoides móveis foram obtidos com sucesso até 36 horas após o óbito, geralmente independentemente da causa da morte ou do método de extração. Até esse limite, o procedimento apresenta alta taxa de sucesso, com espermatozoides recuperados em quase 100% dos casos e espermatozoides móveis em 80–90%. Atualmente, há poucos precedentes de inseminação bem-sucedida usando esperma colhido após 36 horas. Novas tecnologias estão sendo pesquisadas e podem tornar isso uma prática de rotina, gerando, por sua vez, novos dilemas éticos.
Se o esperma for viável, a fertilização é geralmente alcançada por meio da injeção intracitoplasmática de espermatozoides, uma forma de fertilização in vitro. A taxa de sucesso da fertilização in vitro permanece inalterada, independentemente de o espermatozoide ter sido recuperado de um doador vivo ou de um cadáver.

## Legalidade
A legalidade da extração post mortem de espermatozoides varia conforme a jurisdição. Em geral, as leis se dividem em três modelos: proibição total, exigência de consentimento por escrito do doador ou consentimento implícito fornecido pela família.

### Regiões com proibição total
Após o caso Parpalaix de 1984 na França, no qual a viúva do paciente com câncer Alain Parpalaix obteve autorização judicial para ser inseminada com os espermatozoides do marido após a morte, o Centro de Estudo e Conservação do Sêmen Humano peticionou com sucesso à Justiça a favor de uma proibição total da inseminação postumamente, em conformidade com a proibição de fertilização in vitro para mulheres em menopausa. Legislação semelhante existe na Alemanha, na Suécia, em Taiwan e nos estados australianos de Victoria e Austrália Ocidental.

### Regiões que exigem consentimento por escrito
As diretrizes que regulamentam o uso legal de gâmetas extraídos postumamente no Reino Unido foram estabelecidas na Lei de Fertilização Humana e Embriologia de 1990. A lei determina que o consentimento escrito e explícito do doador deve ser fornecido à Autoridade de Fertilização Humana e Embriologia para que a extração e a fertilização possam ocorrer. Após o caso de 1997 Regina vs. Autoridade de Fertilização Humana e Embriologia, os termos da lei foram estendidos a pacientes em coma, de modo que, teoricamente, acusações de agressão poderiam ser (mas não foram) apresentadas contra médicos que supervisionassem ou executassem o procedimento.
Poucas outras jurisdições se enquadram nessa categoria. O senador de Nova Iorque Roy M. Goodman propôs um projeto de lei em 1997 que exigiria consentimento por escrito do doador em 1998, mas não foi aprovado. Na Espanha, também é necessário ter um consentimento assinado pela pessoa falecida, e a esposa só pode utilizar a amostra em um período de 12 meses.

### Regiões que exigem consentimento implícito
Em 2003, o Procurador-Geral de Israel, Elyakim Rubinstein, publicou várias diretrizes que estabelecem a situação legal da recuperação postumamente de espermatozoides para posterior inseminação pela parceira sobrevivente. As diretrizes especificaram primeiramente que apenas solicitações feitas pela parceira (casada ou não) do falecido seriam atendidas – pedidos de outros membros da família do doador seriam negados. Embora a extração seja garantida mediante solicitação da parceira, a permissão para uso dos gametas deve ser determinada caso a caso, em um tribunal, com base na vontade presumida do doador e no impacto do procedimento na dignidade do falecido. Se ficar comprovado que o falecido tomou medidas definitivas para a paternidade (consentimento implícito), o uso do esperma extraído pela parceira seria geralmente permitido.

### Sem legislação específica
Muitos outros países, incluindo Bélgica e os Estados Unidos, não possuem legislação específica a respeito dos direitos relacionados à doação de gâmetas após a morte, deixando a decisão a critério de cada clínicas e hospitais. Como resultado, muitas instituições médicas nesses países adotam políticas internas que definem as circunstâncias em que o procedimento será realizado.

## Ética
Diversas questões éticas envolvem a extração e o uso de gametas de cadáveres ou de pacientes em estado vegetativo persistente. As discussões mais frequentes abordam religião, consentimento e os direitos da parceira sobrevivente e da criança caso o procedimento resulte em nascimento.
Algumas grandes religiões proíbem a recuperação postumamente de espermatozoides, incluindo o Catolicismo Romano e o Judaísmo. O Catolicismo Romano veda o procedimento pelos mesmos fundamentos da fertilização in vitro, ou seja, os direitos dos nascituros. As restrições judaicas baseiam-se na proibição haláquica de derivar benefício pessoal de um cadáver, e, no caso de pacientes em estado vegetativo persistente, sua classificação como “gosses” (moribundo) proíbe qualquer pessoa de tocá-los ou movimentá-los para fins que não estejam relacionados aos cuidados imediatos.
O consentimento do doador constitui outra barreira ética. Mesmo em jurisdições que não exigem consentimento explícito ou implícito, há casos em que profissionais de saúde se recusaram a realizar o procedimento com base nessa justificativa. Se não for possível apresentar prova de consentimento do doador, o consentimento implícito, frequentemente inferido por ações anteriores, deve estar evidenciado para que os clínicos prossigam com a extração. A recuperação de espermatozoides raramente é realizada quando há evidências de que o falecido se opôs claramente ao procedimento antes de sua morte.
Por fim, se o procedimento for realizado e resultar em nascimento, surgem várias questões relativas aos direitos legais da criança e de sua mãe. Como a inseminação postumamente pode ocorrer meses ou até anos após a morte do pai, em alguns casos pode ser difícil comprovar a paternidade da criança. Assim, a herança e até mesmo os direitos legais da criança de contrair matrimônio (devido à possibilidade de consanguinidade entre parceiros) podem ser afetados. Por essa razão, diversos países, incluindo Israel e o Reino Unido, impõem um prazo máximo para o uso do esperma extraído, após o qual o pai não será legalmente reconhecido na certidão de nascimento da criança.